# Вица (деревообработка)

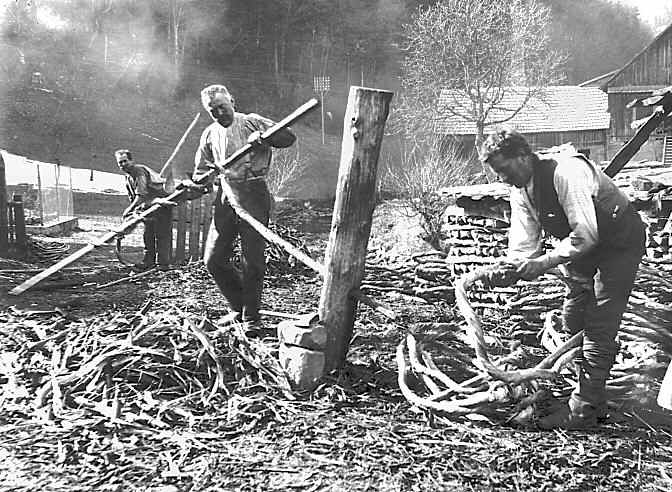
деревянная верёвка, 1910, германия

Ви́ца, ви́чка (англ. withes) — деревянная верёвка, кручёный ствол молодой ели, берёзы, ивы, черёмухи, а также гибкие ветви деревьев и можжевеловых корней, употреблявшиеся для связывания каких-либо деталей, например, плотов, деревянных судов и морских лодок.
Что-либо крепить, скреплять, связывать вицей, зелёным прутом, кручёным вязком называли «ви́чить».

## История
На Руси (России) для связки, скрутки, скрепы, вязки чего-либо с древних времён использовали деревянную верёвку (см. раздел «Названия»), иногда свитая в 2—3 прута.
Для изготовления вицы брали молодое дерево высотой 3—4 аршина (2,13—2,84 метра). Свежесрубленный и очищенный от ветвей ствол слегка обжигали на огне и затем, когда он от жара и находящегося в нём сока распаривался, защемляли его комель, а тонкий конец навивали на крепкую палку, при помощи которой и скручивали (свивали) вицу. Полученная таким образом вица представляла собой короткий деревянный канат, который был очень крепок, устойчив к внешним воздействиям и дёшев.
Малые деревянные суда, скреплённые такими вицами, называли «вичанками» (в Архангельском крае) (покрупнее, шняки и кочмары) и «вичовками» (лодки поменьше). Вёсла также могли крепить к уключинам вицовым гужиком.
Также для изготовления лодок использовали свитые еловые корни.

## Названия
Деревянная верёвка имела следующие названия в краях (странах) Руси (России):
- на Волге: вица, вича, вичье;
- по Шексне: витвина, ветвина;
- в западно-двинском районе: витье, витко;
- в западных губерниях: гардель, гордель, горделик, закрути, кардель, хлюба;
- в московской губернии: вязка, жгутик, жгучка, жгушка;
- в верховье Днепра, могилёвской губернии: кляч, скрутка;
- в волынской губернии: ужевка;
- по реке Волхову, в новгородской губернии: чалка, щалка;
- по Неману: шварцер, шварц-цуг;
- по Западной Двине: бегун.